# Gijs Batelaan

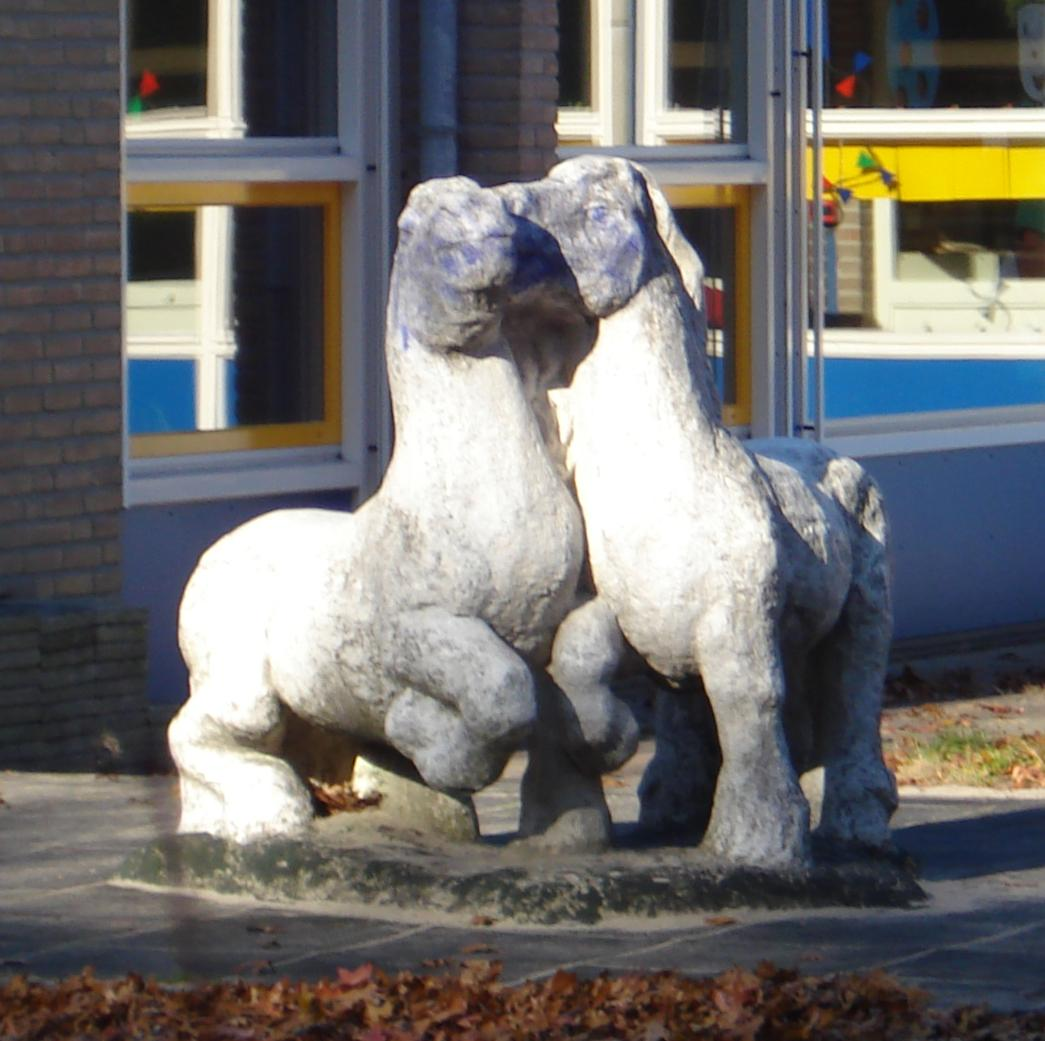
Twee spelende paardjes in Soest

Ysbrand Gijsbert (Gijs) Batelaan, (Utrecht, 26 april 1940) is een Nederlands aquarellist, etser, lithograaf, schilder, tekenaar en beeldhouwer uit Olst-Wijhe.
Gijs Batelaan werkte na zijn schoolopleiding zes jaar als grafisch ontwerper. Hierna volgde hij een opleiding aan de Rijks Akademie te Amsterdam. Zijn vakgebieden waren schilderen, grafiek en beeldhouwen. Daarbij legde hij zich toe op beeldhouwen. Voor zijn creaties werkt hij in was, klei, polyester, steen, brons en hout.
Gijs werd in de oorlogsjaren geboren en verhuisde in die tijd vele malen, de oorlogstijd was debet aan een depressie op latere leeftijd. Zijn jeugd woonde hij in Baarn. Na de MULO-opleiding ging hij naar de grafische avondschool in Amsterdam. Op zijn 23e ging hij naar de Rijks Akademie en haalde bovendien de Akte Handenarbeid en Tekenen. Hierna verhuisde hij naar Apeldoorn waar hij les gaf aan hetn creativiteitscentrum Doekom, dat hij met anderen had opgezet. Hierna werkte Batelaan als docent aan de Vrije Academie in Nunspeet. Meermalen werd hij gevraagd voor het verlevendigen en uitnodigend maken van schoolpleinen. In Apeldoorn maakte hij zich sterk voor een Kunstuitleen en de samenwerking van scholen en musea.
Zijn afstudeeropdracht aan de Rijksacademie werd aangekocht door meubelfabriek Trio uit Boven-Leeuwen. Het stelt een meisje voor dat leunend op één standbeen dromerig voor zich uit staart naar de plek waar ooit de fabriek stond. Het bronzen originele beeld werd ter beveiliging in het gemeentehuis geplaatst.

## Beelden in de open ruimte
- 1985 - Ichtus de vis, Nunspeet[3]
- 1973 - Overleg, Leidsedreef Leiderdorp[4]
- 1972 - Twee spelende paardjes, Smitsweg Soest
- 1971 - Dromerig meisje, Druten

Zijn kunstwerken zijn ook te zien in de open ruimte van IJmuiden, Harderwijk en Apeldoorn.

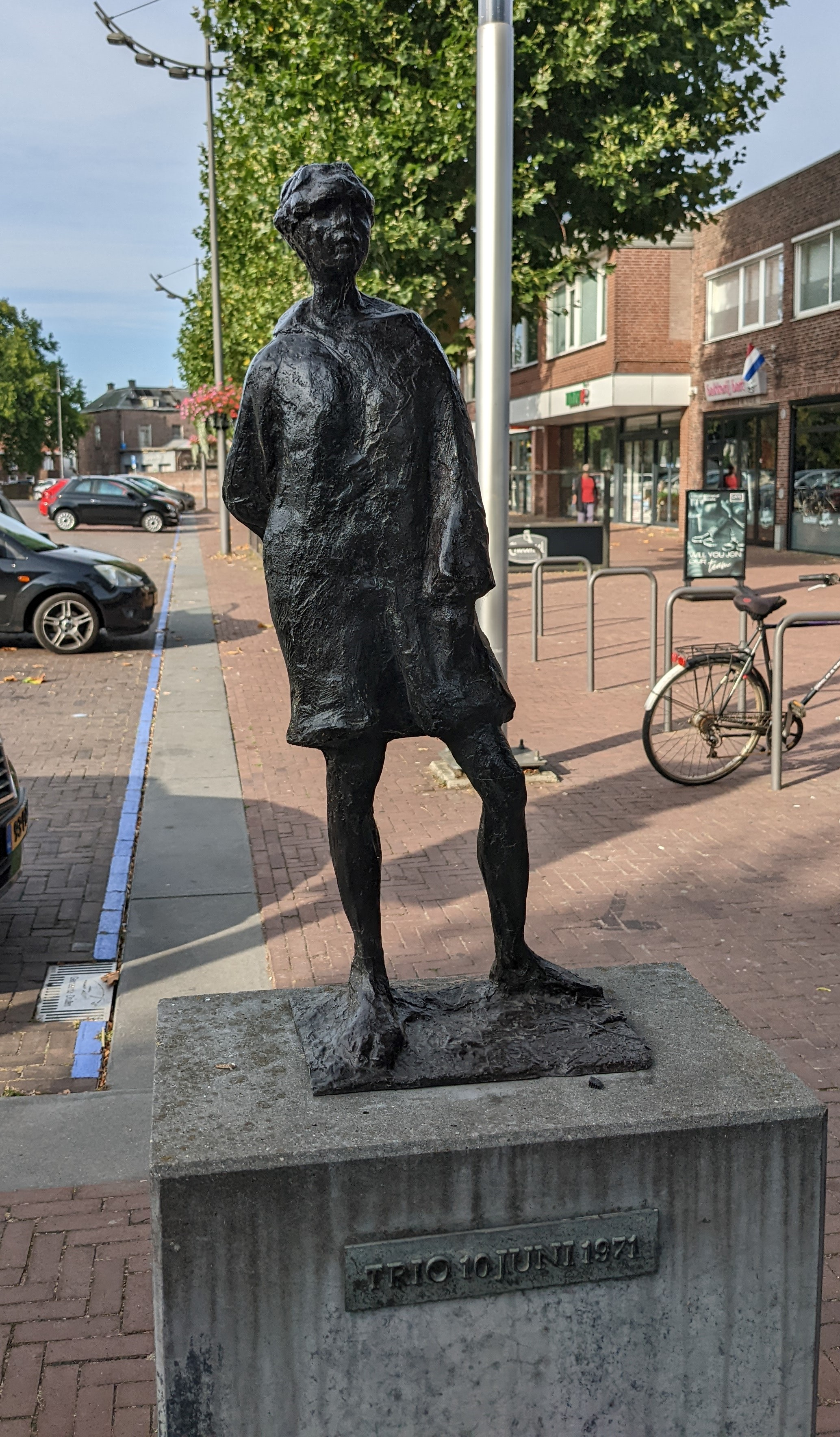
'Dromerig meisje' op de Markt in Druten

- RKD-Nederlands Instituut voor Kunstgeschiedenis: 4991